# Liên đoàn bóng ném châu Âu
Liên đoàn bóng ném châu Âu (EHF/European Handball Federation) là tổ chức quản lý môn bóng ném tại châu Âu. Được thành lập ngày 17 tháng 11 năm 1991, tổ chức bao gồm 50 liên đoàn thành viên chính thức và hai thành viên liên kết (Anh và Scotland), có trụ sở ở Viên, Áo. Chủ tịch hiện thời của EHF là Michael Wiederer, người được bầu vào ngày 17 tháng 11 năm 2016 và tại vị tới năm 2020. Liên đoàn kỷ niệm 20 năm ngày thành lập vào ngày 17 tháng 11 năm 2011 với khẩu hiệu 'HeartBeat Handball'.

## Lịch sử
Liên đoàn bóng ném châu Âu được thành lập ngày 17 tháng 11 năm 1991 tại Berlin, Đức, nhưng cuộc họp đầu tiên của Liên đoàn được triệu tập ngày 5 tháng 6 năm 1992 và trụ sở được ấn định tại Viên, Áo từ ngày 1 tháng 9 cùng năm. Trong các năm sau, số các nước thành viên gia tăng từ 29 nước ban đầu lên 50 nước với Kosovo là cái tên mới nhất được công nhận chính thức.
Hàng năm, Liên đoàn tổ chức nhiều giải cho các đội tuyển các nước thành viên cũng như các câu lạc bộ của họ.

## Chủ tịch EHF
| STT | Tên               | Nhiệm kỳ                                    |
| --- | ----------------- | ------------------------------------------- |
| 1.  | Staffan Holmqvist | 17 tháng 11 năm 1991 – 18 tháng 12 năm 2004 |
| 2.  | Tor Lian          | 18 tháng 12 năm 2004 – 22 tháng 6 năm 2012  |
| 3.  | Jean Brihault     | 22 tháng 6 năm 2012 – 17 tháng 11 năm 2016  |
| 4.  | Michael Wiederer  | 17 tháng 11 năm 2016 – nay                  |

## Các giải của EHF
Giải vô địch châu Âu
- Giải vô địch bóng ném nam châu Âu
- Giải vô địch bóng ném nữ châu Âu

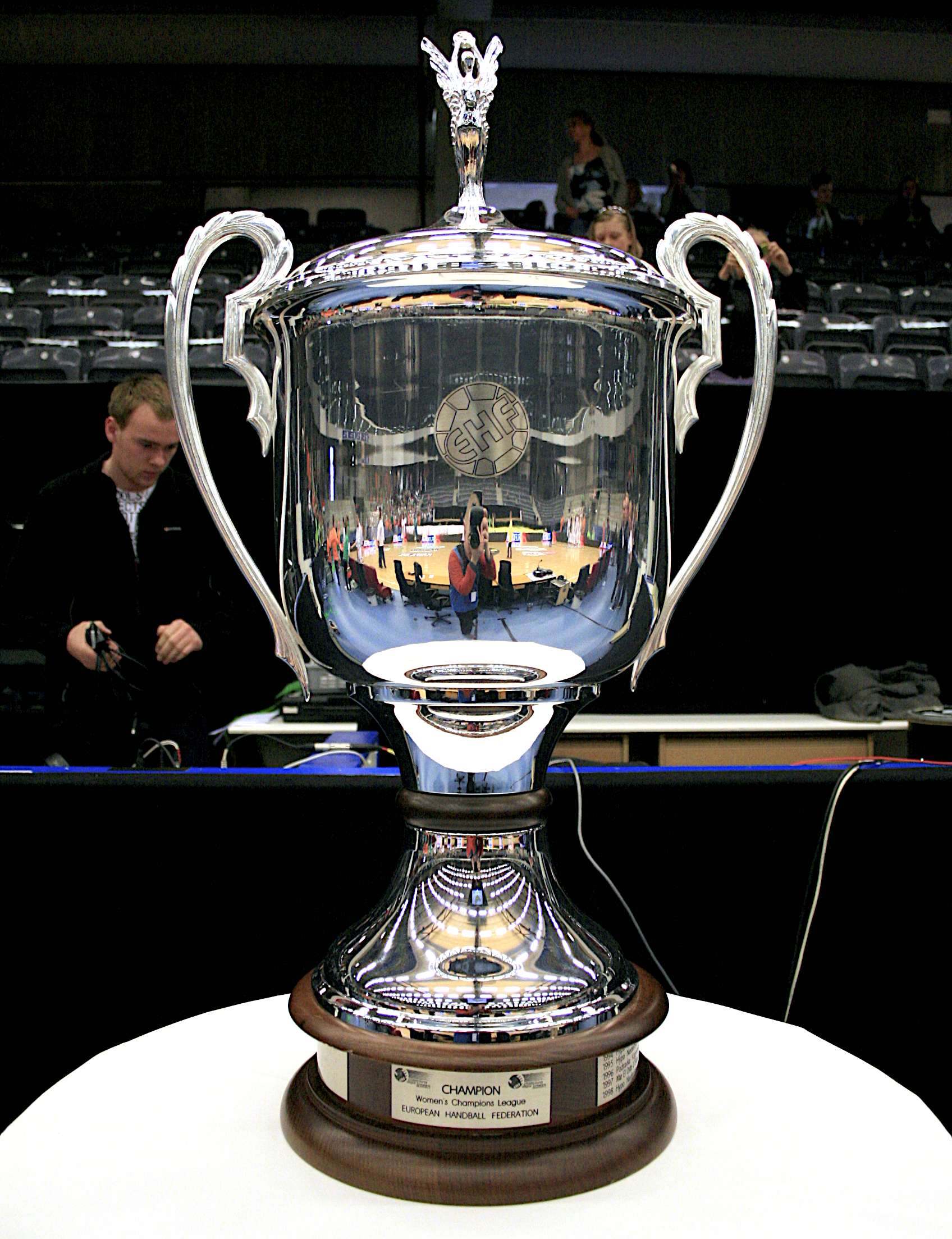
EHF Champions League Trophy.

- Giải vô địch bóng ném U-20 nam châu Âu
- Giải vô địch bóng ném U-19 nữ châu Âu
- Giải vô địch bóng ném U-18 nam châu Âu
- Giải vô địch bóng ném U-17 nữ châu Âu
- European Open Handball Championship
- Giải vô địch bóng ném bãi biển châu Âu
- EHF Challenge Trophy
- EHF Nations' Cup – Không còn tồn tại

Sự kiện thể thao đa môn
- Bóng ném tại Liên hoan Olympic Trẻ châu Âu

Giải đấu của nam
- EHF Champions League
- Cúp EHF
- EHF Cup Winners' Cup (sáp nhập với Cúp EHF từ mùa 2012/13[3])
- EHF Challenge Cup (trước là EHF City Cup)
- European Beach Handball Tour
- EHF Beach Handball Champions Cup

Giải đấu của nữ
- Women's EHF Champions League
- Cúp EHF nữ
- Women's EHF Cup Winners' Cup (sáp nhập với Cúp EHF nữ từ mùa 2016/17)
- Cúp Challenge EHF nữ (trước là EHF City Cup)
- European Beach Handball Tour
- EHF Beach Handball Champions Cup

## Các nước thành viên
- Albania
- Andorra
- Armenia
- Áo
- Azerbaijan
- Belarus
- Bỉ
- Bosna và Hercegovina
- Bulgaria
- Croatia
- Síp
- Cộng hòa Séc
- Đan Mạch
- Estonia
- Quần đảo Faroe
- Phần Lan
- Pháp
- Gruzia
- Đức
- Anh Quốc
- Hy Lạp
- Hungary
- Iceland
- Ireland
- Israel
- Ý
- Kosovo
- Latvia
- Liechtenstein
- Litva
- Luxembourg
- Malta
- Moldova
- Monaco
- Montenegro
- Hà Lan
- Bắc Macedonia
- Na Uy
- Ba Lan
- Bồ Đào Nha
- România
- Nga
- Serbia
- Slovakia
- Slovenia
- Tây Ban Nha
- Thụy Điển
- Thụy Sĩ
- Thổ Nhĩ Kỳ
- Ukraina

Liên đoàn dự khuyết
- Anh
- Scotland